# Graham Riddick
Graham Edward Galloway Riddick (ur. 26 sierpnia 1955 w Long Preston) – brytyjski polityk Partii Konserwatywnej, deputowany Izby Gmin.

## Działalność polityczna
W okresie od 11 czerwca 1987 do 1 maja 1997 reprezentował okręg wyborczy Colne Valley w brytyjskiej Izbie Gmin.